# جون جنكينز (شاعر)
جون جنكينز (بالإنجليزية: John Jenkins)‏ هو شاعر أسترالي، ولد في 1949.